# Gnamptodon nieukerkeni
Gnamptodon nieukerkeni är en stekelart som först beskrevs av Van Achterberg 1983.  Gnamptodon nieukerkeni ingår i släktet Gnamptodon och familjen bracksteklar. Inga underarter finns listade i Catalogue of Life.